# El Collet Alt
El Collet Alt és una serra situada al municipi de Torà (Solsonès), amb una elevació màxima de 653 metres.